# Hendrik van Tichelen
Hendrik van Tichelen (Antwerpen 6 maart 1883- Antwerpen 18 november 1967) was een Vlaams leraar, pedagoog, verzamelaar, vertaler en schrijver van jeugdboeken, rijmpjes en verzen.
Van Tichelen was de zoon van een onderwijzer en onderwijzeres. Hij werd zelf onderwijzer in het Schipperskwartier te Antwerpen. Hij bepleitte hij de moderne 'rationeele opvoeding', gebaseerd op de aanleg, de leergierigheid en het recht op zinnige vrijetijdsbesteding van 'de kleine Vlaming'.
Van Tichelen was actief als redenaar, uitgever van tijdschriften en tevens auteur van een praktische leermethode. Zijn verzameling kinder- en jeugdboeken zijn in het bezit van de Erfgoedbibliotheek Hendrik Conscience.